# Departamento de Atakora
Atakora es el más noroccidental de los departamentos de Benín, que hace frontera con Togo por el oeste y con Burkina Faso por el norte. En el censo de 2013, vivían 772 262 personas en el departamento.

## Características
Se trata de la región más montañosa de Benín, y el lugar de nacimiento de su presidente, Mathieu Kérékou. Es una zona mucho más seca del país que el sur, con tres estaciones principles, una estación de lluvias que va desde mayo o junio hasta septiembre u octubre, una estación de vientos fríos y secos que se extiende desde octubre o noviembre hasta febrero y una temporada seca y cálida entre febrero y abril. 
Las ciudades más importantes de Atakora son Natitingou y Tanguietta, entre los lugares famosos destacan las casas de Tata Somba el parque nacional de Pendjari y varias cascadas.

## Localización
Se ubica en la esquina noroccidental del país y tiene los siguientes límites:
| Noroeste: Este, Burkina Faso       | Norte: Este, Burkina Faso | Noreste: Alibori |
| Oeste: Región de las Sabanas, Togo |                           | Este: Alibori    |
| Suroeste: Kara, Togo               | Sur: Donga                | Sureste: Borgou  |

## Subdivisiones
Se divide en nueve comunas:
- Boukoumbé
- Cobly
- Kérou
- Kouandé
- Matéri
- Natitingou
- Péhunco
- Tanguiéta
- Toucountouna